# Râul Gut, Crișul Alb
Râul Gut sau Râul Condratău este un curs de apă, afluent al râului Crișul Alb din județul Arad. 

## Hărți
- Harta județului Arad
- Harta munții Apuseni